# Pfauenaugen-Weichschildkröte
Die Pfauenaugen-Weichschildkröte (Nilssonia hurum, Syn.: Aspideretes hurum), auch Vieraugenwasserschildkröte genannt, ist eine im Wasser lebende Schildkrötenart der Gattung Indische Weichschildkröten. Sie ist im Nordöstlichen Indien, sowie in Südchina und Bangladesch anzutreffen und lebt vorwiegend in den Flussbetten des Ganges, Brahmaputra und Subarnarekha sowie nahen Gewässern. Es wurde auch schon ein Exemplar im Indus in Pakistan gesichtet. Von einigen Herpetologen wird jedoch bezweifelt, ob bei diesem Tier die Art richtig bestimmt wurde.

## Erscheinungsbild
Die Pfauenaugen-Weichschildkröte erreicht eine Carapaxlänge von bis zu 60 Zentimeter. Der Rückenpanzer ist bei ausgewachsenen Exemplaren oliv mit einem gelben Vorderrand. Der Plastron ist dagegen hellgrau. Am Kopf weist sie eine schwarze Netzzeichnung auf sowie große orange oder gelbe Flecken. Sie zeichnet sich insbesondere durch große, pfauenaugenartige Zeichnungen auf ihrem Rückenpanzer aus, welchen sie ihren Namen zu verdanken hat. Dies sind je nach Exemplar ein bis drei runde Augenpaare.
Männchen lassen sie von den Weibchen durch ihren längeren und dickeren Schwanz unterschieden. Bei ihnen findet sich die Kloakenöffnung außerdem näher bei der Schwanzspitze. 

## Lebensweise
Pfauenaugen-Weichschildkröten sind überwiegend dämmerungs- und nachtaktive Tiere. Jungtiere graben sich außerdem gerne im Sandboden des Gewässergrundes ein. Von ihnen sind dann nur noch die Augen und Nasenlöcher sichtbar. Das Tier ernährt sich neben Süßwasserfischen auch von kleinen Insekten.
Die Paarung findet im Wasser statt. Die runden und hartschaligen Eier werden von den Weibchen während des Winterhalbjahres gelegt.

## Bestand
Die Art ist im Anhang I der CITES-Vereinbarung aufgeführt, so dass ein kommerzieller Handel mit diesen Tieren legal nicht mehr möglich ist. Sie ist bereits seit 1972 durch den Indian Wildlife Act geschützt und unterliegt auch in Bangladesch Schutzbestimmungen. Bei einer Untersuchung, die 1983 durchgeführt wurde, war diese Art jedoch immer noch die am dritthäufigsten gehandelte Art auf den Märkten in Ostindien.